# Joseph Gionali
Joseph Gionali (ur. 6 maja 1875 w Kaçinari, zm. 20 grudnia 1952 w Sapë) – albański duchowny katolicki, opat terytorialny Shën Llezhri i Oroshit w latach 1921–1928, biskup ordynariusz Sapë w latach 1928-1935.

## Życiorys
Urodził się w 1875 roku w Kaçinari w rodzinie katolickiej, był synem Dominika i Marii. W młodości wstąpił do seminarium duchownego, po którego ukończeniu otrzymał w 1900 roku święcenia kapłańskie. Następnie pracował w parafiach na terenie Imperium Osmańskiego. 28 sierpnia 1928 roku papież Pius XI mianował go opatem terytorialnym Shën Llezhri i Oroshit, w ten sposób kończąc trwający tam dwa lata wakat na stanowisku jego zarządcy. Trzy miesiące później został biskupem tytularnym Callinicum. Jego konsekracja biskupia miała miejsce 15 stycznia 1922 roku.
13 stycznia 1928 roku został prekonizowany biskupem ordynariuszem Sapy, po śmierci tamtejszego biskupa - Gjergja Koleci. Funkcję tę sprawował do 30 października 1935 roku, kiedy to ze względów zdrowotnych przeszedł na emeryturę. Jednocześnie otrzymał godność biskupa tytularnego Rhesaina. Zmarł 20 grudnia 1952 roku w wieku 77 lat.